# Alexander Húščava

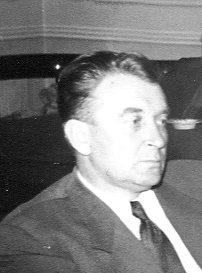
Húščava Alexander professzor a Szlovák Tudományos Akadémia gyűlésén Pozsonyban 1953-ban

Alexander Húščava (Lamacs, 1906. január 4. - Lamacs, 1969. augusztus 9.) szlovák történész, levéltáros.

## Élete
1925-1929 között a Comenius Egyetemen tanult, ahol filozófiai doktorátust szerzett. 1931-1933 között a vatikáni levéltári iskolán tanult, de nem fejezte be. A vatikáni levéltárakban szlovákiai vonatkozásokat kutatott VI. Ince pápa pontifikátusának időszakából. Ezen kívül ekkor a római Csehszlovák Történeti Intézet titkára volt. A prágai Állami Levéltári Iskolát 1936-ban végezte el. 1933-1937 között a pozsonyi Tartományi Levéltárban dolgozott. 1937-ben habilitált és docens lett. Ekkortól lett a Comenius Egyetem munkatársa. 1939-ben rendkívüli professzor és 1940-ben rendes egyetemi professzor lett. 1948-1949-ben a Bölcsész Kar dékánja volt. Javaslatára 1950-től létrejött a levéltár szak, melynek 1969-ig vezetője volt. 1953-tól a történelemtudományok doktora.
Alexander Húščava sírja a pozsonyi Csalogányvölgyi temetőben (Cintorín Slávičie údolie) található.
Személyi levéltári hagyatéka a pozsonyi Szlovák tudományos akadémia levéltárában kutatható.

## Elismerései
- 1966 – A Comenius Egyetem Arany medálja
- 1969 – Munka Érdemrend
- 2006-tól adományozzák Alexander Húščava professzor díját

## Művei
- 1930 Kolonizácia Liptova do konca XIV. storočia. Bratislava
- 1936 Ján Literát a liptovské falzá. Bratislava
- 1943 Archív zemianskeho rodu z Okoličného. Bratislava
- 1948/1998 Dejiny Lamača. Bratislava
- 1951 Dejiny a vývoj nášho písma. Bratislava
- 1972 Poľnohospodárske miery na Slovensku. Bratislava